# Seznam osebnosti iz Občine Puconci
Seznam osebnosti iz Občine Puconci vsebuje osebnosti, ki so se tu rodile, delovale ali umrle.
Občina Puconci ima 23 naselij: Brezovci, Dankovci, Dolina, Gorica, Beznovci, Bodonci, Bokrači, Kuštanovci, Pečarovci, Vadarci, Vaneča, Moščanci, Predanovci, Mačkovci, Strukovci, Prosečka vas, Puževci, Otovci, Šalamenci, Lemerje, Poznanovci, Puconci in Zenkovci. 

## Politika
- Franc Horvat (1941, Kuštanovci – 2020, Murska Sobota), politik

## Religija
- Miháo Andreič (1749, Dankovci – 1787, Cankova), župnik
- Blaž Berke (1754, Kančevci – 1821, Nemespátró), evagneličanski duhovnik, pisatelj, pesnik
- Ferenc Xaver Berke (1763, Sebeborci – 1841, Puconci), evangeličanski duhovnik, plemič, književnik
- Jožef Berke (1817, Križevci – 1893, Murska Sobota), odvetnik, posestnik, plemič, politik, inšpektor puconske evangeličanske fare
- Mihael Berke (1843, Tešanovci – 1895, Murska Sobota), posestnik, plemič, inšpektor puconske evangeličanske fare
- Fidelis Bernjak (1751, Nedelica – 1810, Petrovci), frančiškan, župnik
- Mihael Bertalaniš (1788, Gerečavci – 1853, Pečarovci), kantor, pesnik, učitelj
- Matjaž Borovnjak (1785, Mlajtinci– 1859, Črenšovci), župnik
- Juri Cipot (1794, Černelavci– 1834, Hodoš), evangeličanski duhovnik in pisatelj
- Rudolf Cipot (1825, Hodoš – 1901, Puconci), evangeličanski duhovnik, učitelj in pisatelj
- Matjaž Godina (1768, Lemerje – 1835, Gornji Petrovci), evangeličanski duhovnik, učitelj in književnik
- Janoš Hüll (1714, Pečarovci – 1781, Gornji Petrovci), župnik
- Jožef Ivanoci (1842, Ivanovci – 1903, Črenšovci), župnik
- Aleksander Jambrikovič (1829, Nové Zámky – 1859, Kančevci), župnik
- Jožef Kerec (1892, Prosečka vas – 1974, Veržej), duhovnik
- Jožef Klekl st. (1874, Krajna – 1948, Murska Sobota), župnik, politik, nabožni pisatelj, založnik in urednik
- Mikloš Kuzma (1788 – 1798), evangeličanski duhovnik
- Mihael Kuzmič (1942, Vadarci – 2005, Ljubljana), publicist, protestantski teolog
- Štefan Küzmič (1723, Strukovci – 1779, Šurd), učitelj, evangeličanski duhovnik in pisec
- Adam pl. Luthar (1887, Sebeborci – 1972, Maribor), evangeličanski duhovnik, pisatelj, plemič
- Adam Malčič (1798 – 1805), evangeličanski duhovnik
- Ivan Perša (1861, Ižakovci – 1935, Pečarovci), župnik in pisatelj
- Jurij Raffay (1728, Prosečka vas – 1789, Murska Sobota), duhovnik
- Temlényi Remig Miklós (1724, Lemerje – 1786, Debrecen), duhovnik
- Jožef Sakovič (1874, Vadarci – 1930, Dolnji Senik), duhovnik in pisatelj
- Štefan Smodiš (1758, Liszó – 1798, Bodonci), evangeličanski duhovnik
- Števan Sobjak (1783, Kančevci – 1833, Kančevci), župnik
- Aleksander Terplan (1816, Ivanovci – 1858, Puconci), evangeličanski duhovnik in pisatelj
- Geza Tüll (1881, Stankovci – ?), župnik
- Mihael Sever Vanečaj (1690, ? – 1750, Čobin), evangeličanski duhovnik, pisatelj, prevajalec in urednik
- Baltazar Vugrinčič (1842, Sveti Juraj na Bregu – 1917, Črenšovci), župnik
- Karel Zrinji (1867, Murska Sobota – 1914, Beltinci), župnik

## Šolstvo
- Ludvik Horvat (1949, Puconci – ), psiholog, univerzitetni profesor
- Emerik Šiftar (1900 Strukovci – 1982, Murska Sobota), agronom in šolnik

## Šport
- Damjan Bohar (1991, Mačkovci – ), nogometaš
- Teja Ferfolja (1991, Gorica – ), rokometašica

## Umetnost in kultura
- Frank Bükvič (1923, Puconci – 1995, Fairfield, Connecticut), pisatelj, kritik, univerzitetni profesor
- Janoš Flisar (1856, Šalamenci – 1947, Murska Sobota), pesnik, pisatelj, prevajalec, učitelj, urednik
- Izidor Hahn (1893, Bodonci – 1944, Auschwitz), tiskar
- Mihael Kološa (1846, Puconci – 1906, Sebeborci), pisatelj
- Števan Kühar (1890, Markišavci – 1963, Puconci), novinar in urednik
- Grgo Luthar pl. Sebeborski (1841, Sebeborci – 1925, Sebeborci), posestnik, notar in pisatelj
- Štefan Lülik (1764, Strukovci – 1847, Puconci), učitelj in pisatelj
- Franc Talanyi (1883, Brezovci – 1959, Murska Sobota), pisatelj, pesnik, novinar in partizan

## Vojska
- Karel Celec (1925, Pečarovci – 1945, ?), partizan
- Stane Červič - Bojan (? – 1944, Vaneča), partizan
- Bernard Klanjšček - Žarko (1894, Števerjan v Brdih – 1945, Dachau), partizan
- Alojz Kosi - France (? – 1944, Vaneča), partizan
- Štefan Kuhar - Bojan (1921, Markišavci – 1941, Maribor), partizan
- Johann Mickl (1893, Zenkovci – 1945, Reka), nemški general
- Jože Podlesek (1911, Pečarovci – 1945, Buchenwald), partizan
- Štefan Roudi (1892, ? – 1952, Hrvaška), partizan
- Slobodan (Dane) Šumenjak - Miran (1923, Šmarje pri Jelšah – 1944, Vaneča), partizan
- Evgen Zelko (1923, Pečarovci – 1945, Schörzingen), partizan

## Znanost in humanistika
- Zoltan Cipot (1859, Puconci – 1923, Vinár), zdravnik
- Bela Sever (1935, Moščanci – 2004, Ljubljana), geograf, urednik
- Helena Sočič (1923, Predanovci – 2017, Ljubljana), farmacevtka in biotehnologinja
- Dragica Turnšek (1932, Šalamenci – 2021, Ljubljana), paleontologinja